# Андрійшурське сільське поселення
Андрійшу́рське сільське поселення (рос. Андрейшурское сельское поселение) — колишнє муніципальне утворення у складі Балезінського району Удмуртії, Росія. Адміністративний центр — село Андрійшур.
Розформоване 30 травня 2021 року законом Удмуртської Республіки за 17 травня 2021 року № 49-РЗ через переформування муніципального району на муніципальний округ.

## Географія
Сільське поселення розташоване в південній частині району, за 36 км від районного центру та за 180 км від столиці республіки. На півдні межує з Ігринським районом, на сході — з Кезьким районом, на півночі — з Воєгуртським сільським поселенням, на заході — з Ісаковським сільським поселенням. Загальна довжина кордонів становить 38 км.
Територією поселення протікають річки Кеп, Чепца та Пулибка.
Площа поселення становить 266,21 км², з яких під сільськогосподарськими угіддями — 94,65 км², лісами 160,34 км², поселеннями 11,22 км².
Клімат помірно континентальний, максимальна температура липня +34 °C, січня −45 °C. Опадів випадає влітку 399 мм, взимку 422 мм. Взимку висота снігового покриву становить 55 см. Вітри переважно західного та північно-західного напрямків, часті бурі зі швидкістю вітру 30 м/с.

## Історія
Чубоївська сільська рада з центром у селі Чубой була утворена 23 листопада 1956 року. З 9 травня 1963 року центр сільради перенесено до селища Андрійшур, при цьому змінилась і назва сільради; була приєднана частина ліквідованої Нововолковської сільради. 15 липня 1994 року сільрада була перетворена на сільську адміністрацію, а з 31 січня 2006 року — в сільське поселення. 2009 року почалась газифікація населених пунктів Новий Кеп, Андрійшур та Нововолково.
Голова поселення:
- Анисімова Ніна Валеріанівна
- Туканова Ірина Геннадіївна

## Населення
Населення — 1304 особи (2015; 1468 в 2012, 1517 в 2010). Станом на 2011 рік діти до 18 років складали 275, молодь до 30 років — 308, пенсіонери — 342. Природний приріст −15 осіб, середня тривалість життя 60 років. За національним складом удмурти становили 1279 осіб, тобто 86%. За статтю: чоловіки 49%, жінки 51%.

## Населені пункти
До складу поселення входять такі населені пункти:
| Населений пункт      | Населення, осіб (2010) | Населення, осіб (2012) |
| -------------------- | ---------------------- | ---------------------- |
| Андрійшур, село      | 693                    | 671                    |
| Біляни, присілок     | 12                     | 11                     |
| Верх-Туга, присілок  | 15                     | 14                     |
| Верх-Люк, присілок   | 35                     | 35                     |
| Зілай, присілок      | 9                      | 10                     |
| Зілай, село          | 32                     | 29                     |
| Люк, присілок        | 195                    | 182                    |
| Новий Кеп, присілок  | 60                     | 56                     |
| Нововолково, село    | 454                    | 449                    |
| Пулиб, присілок      | 11                     | 10                     |
| Сенькачум, присілок  | 1                      | 1                      |
| Старий Кеп, присілок | 0                      | 0                      |

## Господарство
Серед підприємств діють ТОВ «Кеп» (Нововолково), Андрейшурське ЖКГ, магазини Балезінської споживспілки (Андрейшур, Нововолково), кафе «Візит» (Андрейшур), магазини «Діана» (Андрейшур), «Захарова» (Нововолково) та «Наталья» (Люк), поштові відділення (Андрейшур, Нововолково, Люк), Андрейшурське дільниче лісництво Балезінського лісництва «Удмуртліс». Виробництво сільськогосподарської продукції за 2011 рік: зернові 3,9 тис. т, картопля 580 т, овочі 50 кг, м'ясо 490 т, молоко 5,8 тис. т, яйця 1 млн штук; надій молока: 5 т від корови; поголів'я худоби: велика рогата худоба 3344, свині 130, вівці та кози 220; врожайність: зернові 15,4 ц/га, картопля 0,6 ц/га.
Серед закладів соціальної сфери діють дитячий садок (Нововолково), середні школи (Андрейшур, Нововолково), основна школа (Люк), центральний будинок культури (Андрейшур), будинок культури (Нововолково), сільські бібліотеки (Андрейшур, Нововолково), ФАПи (Андрейшур, Нововолково, Люк).
Територією поселення проходить автодорога Воєгурт-Андрійшур (маршрут № 118 автобуса Балезіно-Андрейшур) та залізниця Іжевськ-Пібаньшур (3 станції — Люк, Андрійшур та Зілай). Довжина усіх доріг — 114 км, з яких з твердим покриттям — 21 км.
Телефонізовано лише 8 населених пункти (АТС у Андрейшур та Люк), доступ до інтернету має лише село Андрейшур.

## Персоналії
У сільському поселенні народились:
- Волков Іван Миколайович (Нововолково) — активіст, революціонер
- Волков Олександр Васильович (Москвашур) — удмуртський письменник
- Торопов Артемій Демидович (Старий Кеп) — Герой Радянського Союзу[7]
- Шулятьєв Дем'ян Миколайович (Карма) — краєзнавець